# Eparchia di Rybinsk

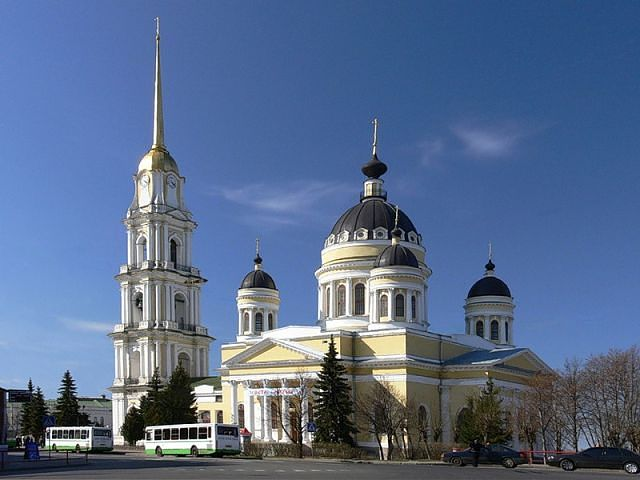
La cattedrale della Trasfigurazione di Rybinsk.

L'eparchia di Rybinsk (in russo Рыбинская епархия?) è una diocesi della Chiesa ortodossa russa, appartenente alla metropolia di Jaroslavl'.

## Territorio
L'eparchia comprende le città di Danilov, Ljubim, Pošechon'e, Rybinsk, Tutaev e i rajon Brejtovskij, Danilovskij, Ljubimskij, Nekouzskij, Pošechonskij, Pervomajskij, Tutaevskij e Rybinskij nell'oblast' di Jaroslavl'.
Sede eparchiale è la città di Rybinsk, dove si trova la cattedrale della Trasfigurazione.
L'eparca ha il titolo ufficiale di «eparca di Rybinsk e Romanov-Borisoglebsk».

## Storia
L'eparchia è stata eretta dal Santo Sinodo della Chiesa ortodossa russa il 15 marzo 2012, ricavandone il territorio dall'eparchia di Jaroslavl', e contestualmente è entrata a far parte della metropolia di Jaroslavl'.
Il 24 dicembre 2015 ha ceduto una porzione di territorio a vantaggio dell'erezione dell'eparchia di Pereslavl'.